# Gunby Hall
Gunby Hall est une maison de campagne à Gunby, près de Spilsby, dans le Lincolnshire, en Angleterre, accessible par un chemin privé d'un demi-mile. Le domaine comprend le Gunby Hall de 42 pièces, classé Grade I, une tour de l'horloge classé Grade II * et une remise et une écurie qui sont classés Grade II. En 1944, les administrateurs du domaine Gunby Hall, Lady Montgomery-Massingberd, le major Norman Leith-Hay-Clarke et le maréchal Sir Archibald Montgomery-Massingberd, donnent la maison au National Trust avec son contenu et quelque 1 500 acres de terrain .

## Description

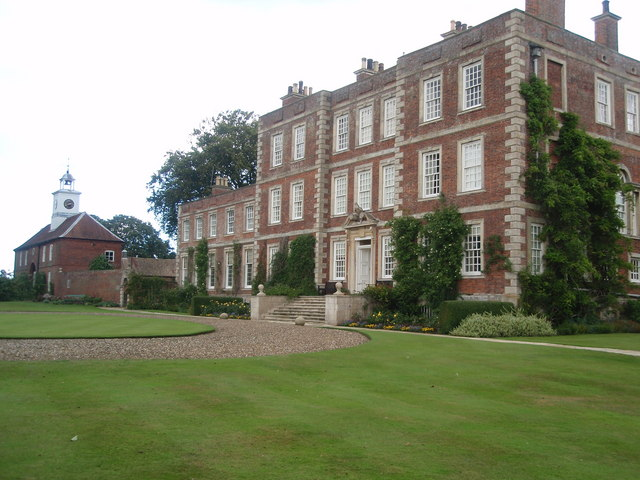
Gunby Hall

"Gunby est au bord des Wolds du Lincolnshire, près de Spilsby, à environ huit miles de Skegness et non loin de la maison de Tennyson à Somersby. C'est de Gunby que Tennyson a écrit les lignes un repaire de la paix ancienne ." .
La maison est construite en briques rouges et en 1700 pour Sir William Massingberd. La plupart des intérieurs de la maison sont lambrissés et il y a 8 acres de jardins clos victoriens, qui contiennent des fleurs, des fruits et des légumes anglais traditionnels. La maison est un bâtiment classé Grade I. Elle est considérablement agrandie en 1873 et à nouveau en 1898 avec l'ajout de l'aile nord et de la tour de l'horloge.
La maison contient d'importantes collections d'art, de meubles, de porcelaine et d'argent, notamment des pièces originales de Sir Joshua Reynolds, Edward Lear, William Morris, Lord Tennyson, William Holman Hunt, James Boswell, Samuel Johnson, Thomas Sheraton et Lucio Rannuci.

### Parc et jardins
Autour de la salle se trouve un parc de 100 acres, classé comme étant d'importance historique et aménagé dans le style de Lancelot "Capability" Brown  et un domaine agricole de 1 500 acres. le domaine s'étendait sur plusieurs milliers d'acres et atteignait la côte à ce qui est maintenant Skegness. La terre est vendue au XIXe siècle au comte de Scarbrough qui construit la ville de Skegness pour satisfaire la demande croissante du tourisme créée par l'expansion des chemins de fer.
Les jardins sont aménagés dans un style anglais informel avec de grands jardins clos et potagers victoriens, des pelouses, un arboretum et un étang à carpes qui serait plus ancien que le manoir principal.
En bordure des jardins à la française et à l'intérieur du parc se trouve l'église Saint-Pierre. Reconstruite sur des fondations médiévales dans les années 1870, l'église n'est accessible que par les jardins du manoir mais elle reste l'église paroissiale active de Gunby avec un service une fois par mois .

## Histoire

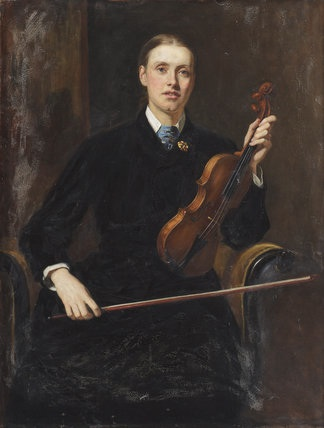
Emily Caroline Langton Massingberd Langton (1878), dont la fille et le gendre ont donné le domaine Gunby, dont 1500 acres, au National Trust pendant la Seconde Guerre mondiale

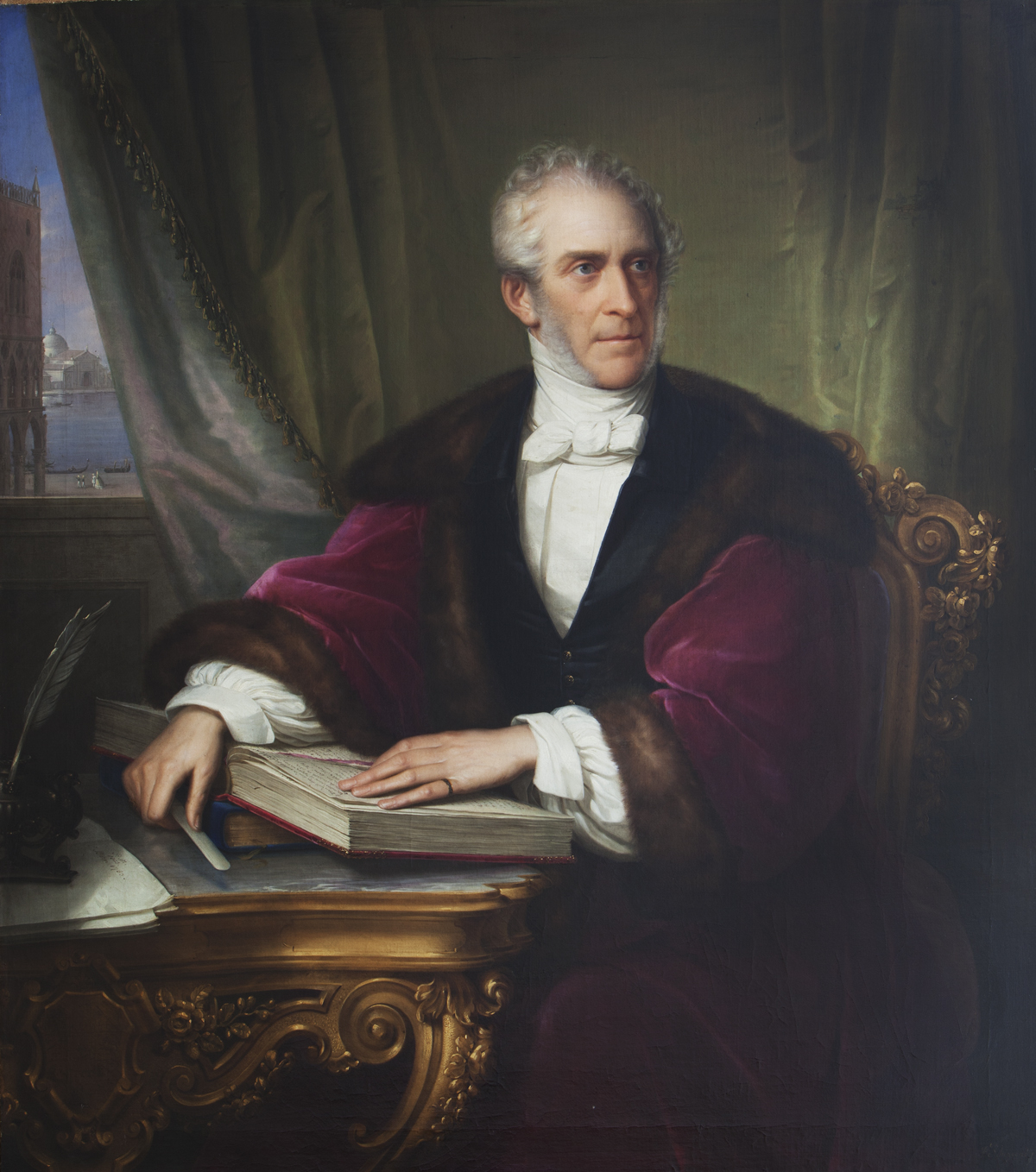
Peregrine Langton Massingberd (1780–1858), qui épousa Elizabeth Mary Anne Massingberd en 1802 et hérita de Gunby Hall.

La maison est construite à l'origine en 1700 pour Sir William Massingberd, 2e baronnet, sur le site d'un petit manoir qui a autrefois appartenu à une famille appelée Gunby . L'écurie est construite en 1735 par le neveu et héritier de Massingberd, William Meux-Massingberd. Une aile d'extension de deux étages et de cinq baies est ajoutée en deux étapes à la fin du XIXe siècle. William possède la maison jusqu'en 1781, après quoi elle passe à son petit-fils Henry, qui vit et meurt en France en 1784. De lui, il passe à sa fille Elizabeth Mary Anne Massingberd qui épouse Peregrine Langton (plus tard Peregrine Langton Massingberd).
La maison passe dans la famille Langton / Massingberd à Lady Montgomery-Massingberd (1873–1963), née Diana Langton, qui épouse Archibald Montgomery, qui change alors son nom en Montgomery-Massingberd . Elle et son mari font don de la maison au National Trust en 1944.
Gunby Hall and Gardens sont ouverts au public par le National Trust.